# Sam the Sham
Domingo "Sam" Samudio (28 de febrero de 1937), más conocido por su nombre artístico Sam the Sham, es un cantante de rock and roll estadounidense retirado. Sam the Sham era conocido por su túnica y turbante de camp y por transportar su equipo en un coche fúnebre Packard de 1952 con cortinas de terciopelo granate. Como líder de los Pharaohs, cantó en varios éxitos del Top 40 a mediados de la década de 1960, incluidos los sencillos del Billboard Hot 100 "Wooly Bully" y "Li'l Red Riding Hood".

## Carrera inicial
Samudio debutó como cantante en segundo grado, representando a su escuela en una emisión de radio. Más tarde, cogió la guitarra y formó un grupo con amigos, uno de los cuales era Trini López. Tras graduarse en el instituto, Samudio se alistó en la Marina, donde era conocido como "Big Sam". Vivió en Panamá durante seis años, hasta su baja.
De vuelta a los Estados Unidos, Samudio se matriculó en la universidad y estudió canto en el Arlington State College, ahora la Universidad de Texas en Arlington. Recuerda: "Estudiaba música clásica por el día y tocaba rock and roll por la noche. Eso duró unos dos años, antes de dejarlo y convertirme en feriante".
En Dallas, en 1961, Sam formó The Pharaohs, nombre inspirado en el vestuario de la representación de Yul Brynner como faraón en la película de 1956 Los Diez Mandamientos. Los otros miembros de The Pharaohs eran Carl Miedke, Russell Fowler, Omar "Big Man" López y Vincent López (sin relación con Omar). En 1962, el grupo grabó un disco que no se vendió y posteriormente se disolvió.
En mayo de 1963, Vincent Lopez estaba tocando para Andy y los Nightriders en Luisiana. Cuando su organista renunció, Sam se unió. Andy and the Nightriders eran Andy Anderson, David A. Martin, Vincent Lopez y Sam. Los Nightriders se convirtieron en la banda de la casa en el Congo Club, cerca de Leesville, Luisiana. Fue aquí donde Sam tomó el nombre de Sam the Sham por una broma sobre su incapacidad como vocalista.
En junio de 1963, The Nightriders se dirigió a Memphis, Tennessee, y se convirtió en la banda de la casa en The Diplomat. A finales del verano de 1963, Andy Anderson y Vincent López se marcharon para volver a Texas. Sam y el bajista David A. Martin fueron complementados con el baterista Jerry Patterson y el guitarrista Ray Stinnett, de esta manera cambiaron el nombre de la banda a Sam the Sham and the Pharaohs. Poco después, la banda añadió al saxofonista Butch Gibson.

## Gran éxito
Tras pagar por grabar y prensar discos para venderlos en los conciertos, Sam the Sham and the Pharaohs acabaron en el sello XL de Memphis. Allí grabaron su primer y mayor éxito, "Wooly Bully", a finales de 1964. Una vez que MGM se hizo con el disco, "Wooly Bully" acabó vendiendo tres millones de copias y alcanzando el número 2 del Billboard Hot 100 el 5 de junio de 1965, en una época en la que las listas de música pop estadounidenses estaban dominadas por la Invasión Británica. Se le concedió un disco de oro. Leonard Stogel fue su representante.
Aunque "Wooly Bully" nunca alcanzó el número 1, permaneció en el Hot 100 durante 18 semanas, el mayor número de semanas para cualquier sencillo dentro del año natural 1965, 14 de las cuales fueron en el Top 40. El disco logró la distinción de convertirse en el primer "Disco Número Uno del Año" de Billboard que no había alcanzado el primer puesto semanal en el Hot 100 y siguió siendo el único durante 35 años, hasta "Breathe" de Faith Hill, "Hanging by a Moment" de Lifehouse y "Levitating" de Dua Lipa en 2000, 2001 y 2021, respectivamente.

## Otros éxitos
Los siguientes lanzamientos de The Pharaohs - "Ju Ju Hand" (nº 26 en EE. UU., nº 31 en Canadá) y "Ring Dang Doo" - fueron éxitos menores. A finales de 1965, 11 meses después de "Wooly Bully", David A. Martin, Jerry Patterson, Ray Stinnett y Butch Gibson se marcharon por una disputa financiera. El representante de Sam, Leonard Stogel, descubrió a Tony Gee & The Gypsys en el Metropole Cafe de Times Square, en Nueva York. La banda estaba formada por Tony "Butch" Gerace (bajo y voz), Frankie Carabetta (teclados, saxofón y voz), Billy Bennett (batería y percusión) y Andy Kuha (guitarra y voz). Este nuevo conjunto de faraones grabó "Li'l Red Riding Hood". En el Hot 100, "Lil' Red Riding Hood" comenzó su pico de dos semanas en el nº 2 la semana del 6 de agosto de 1966, justo cuando otro título de cuento de hadas, "The Pied Piper" de Crispian St. Peters, terminaba su pico de tres semanas en el nº 4. Según la revista Cash Box, el tema fue aún mejor y alcanzó el número 1 esa misma semana. Vendió más de un millón de copias y recibió un disco de oro. También alcanzó el número 2 en la lista de la revista canadiense RPM el 22 de agosto de 1966.
Le siguió una serie de temas, en su mayoría novedosos, todos en el sello MGM Records, que mantuvieron al grupo en las listas de éxitos hasta 1967. Los títulos incluían "The Hair on My Chinny Chin Chin" (nº 22 en EE.UU., nº 13 en Canadá), "How Do You Catch a Girl" (nº 27 en EE.UU., nº 12 en Canadá), "I Couldn't Spell!!*@!" y "Oh That's Good, No That's Bad" (nº 54 en EE.UU.).

## Carrera posterior al éxito
A finales de 1966, tres mujeres, Fran Curcio, Lorraine Gennaro y Jane Anderson, se unieron como The Shamettes. El grupo viajó a Asia como Sam the Sham & The Pharaohs y The Shamettes y publicó el álbum titulado The Sam the Sham Revue (que originalmente se iba a titular Nefertiti por Sam the Sham and the Pharaohs, lo cual está impreso en las etiquetas interiores del disco). Sam también lanzó un álbum en solitario a finales de 1967, titulado Ten of Pentacles. En 1970, Sam se fue por su cuenta, y en 1971, publicó un álbum de Atlantic llamado Sam, Hard and Heavy, que ganó el Premio Grammy a las mejores notas de álbum en 1972. El álbum contaba con Duane Allman a la guitarra, los Dixie Flyers y los Memphis Horns. En 1974 formó una nueva banda. A finales de la década de 1970, trabajó con el saxofonista barítono Joe Sunseri y su banda, con sede en Nueva Orleans. A principios de la década de 1980, Sam trabajó con Ry Cooder y Freddy Fender en la banda sonora de la película de Jack Nicholson The Border.
Después de dejar el negocio de la música, Sam trabajó en México como intérprete y como ayudante en pequeños barcos comerciales en el Golfo de México. Más tarde, Sam se convirtió en un orador motivacional y todavía hace apariciones ocasionales en conciertos. Fue incluido en el Salón de la Fama de la Música de Memphis en 2016.

## Vida personal
Sam se casó con Louise Smith el 28 de agosto de 1959 en Dallas, Texas. Tuvieron un hijo llamado Dimitrius Samudio, nacido el 28 de mayo de 1963, en Dallas. Se divorciaron el 16 de mayo de 1968, en Dallas.
La mayoría de las fuentes se refieren a la ascendencia de Samudio como mexicano-americana. Sin embargo, un artículo de 1998 del Chicago Tribune describía a Samudio como descendiente de vascos/apaches. En una conversación de 2007 con el escritor musical Joe Nick Patoski, Samudio describió a sus abuelos huyendo de la Revolución mexicana y estableciéndose en Texas, donde su familia se mantuvo trabajando en los campos de algodón.